# Gary Palmer
Gary Palmer (Hackleburg, 14 maggio 1954) è un politico statunitense, membro della Camera dei Rappresentanti per lo stato dell'Alabama dal 2015.

## Biografia
Palmer è nato in una piccola cittadella della Contea di Marion, Hackleburg, da una famiglia presbiteriana il 14 maggio del 1954. Ha conseguito un bachelor's degree di direzione aziendale presso l'Università dell'Alabama, così come anche un dottorato onorario presso l'Università di Mobile. Egli è anche il capo dell'Alabama Policy Institute, un'organizzazione think tank conservatore.

## Camera dei Rappresentanti
Palmer ha annunciato la sua candidatura per la Camera dei rappresentanti, dal 6º distretto congressuale dell'Alabama, in seguito all'annuncio dell'incombente pensionamento di Spencer Bachus. In seguito alla elezioni primarie, Palmer e il suo avversario, Paul DeMarco concluse in ballottaggio, Palmer chiese ed ottenne l'appoggio dal Club for Growth. Palmer, così, vinse il ballottaggio. Nelle elezioni generali del 4 novembre 2014, Palmer ha sconfitto il candidato democratico, Mark Lester, professore di storia presso il Birmingham- Southern College.